# 全国労働者共済生活協同組合連合会
全国労働者共済生活協同組合連合会（ぜんこくろうどうしゃきょうさいせいかつきょうどうくみあいれんごうかい、英: National Federation of Workers and Consumers Insurance Cooperatives）は、共済事業を行う生活協同組合（生協）の一つ。略称は全労済、愛称はこくみん共済 coop。
労働組合の共済活動を全国レベルの組織として結成したのが始まり。事業拡張するうえで、労働組合中心からさらに地域社会の市民層を取り込むことで事業転換した。生命・損害の幅広い保障分野を取り扱っている。

## 組織概要
監督官庁は厚生労働省であり、厚生労働大臣の認可を受けた共済事業団体である。根拠法は消費生活協同組合法（生協法）で、かつ保険会社と同様に保険法の適用を受けている。
生活協同組合組織のため、法令に基づく各都道府県ごとの単位生協といくつかの職域生協が「連合会」という形態を取り、全国の掛金料率や収支および資産運用を統一・統合し全国的な事業展開に取り組んでいる。従って、本部組織を連合会の中心としながら、各都道府県や職域組織ごとに推進本部機能を持っている。
法人としてグループを形成しており、「こくみん共済 coop」・「日本再共済連」・「全労済協会」の基本三法人によって、こくみん共済 coop グループが構成されている。また、グループ企業を形成しており、関連子会社として、事務、給付、情報システム管理、イベントホール管理等、6社の株式会社を有する。
全国の主要都市に「共済ショップ」と呼ばれる対面相談型窓口店舗を多数出店しており、保障相談や加入申込みだけではなく、共済金請求受付や住所変更などの各種手続きが可能である。またWEBから、一部商品の加入申込み、共済金請求受付もできる。なお、交通事故や住宅災害の際は24時間365日受付の事故受付対応を実施している。
本部組織には、組合員（契約者）への保障サービスを円滑に提供するため、以下の各業務センターを設置している。
- 「情報センター」（東京都） - 全国統一されたシステム基盤の確立
- 「事務センター」（東京都・大阪府） - 加入事務や各種保全手続き
- 「共済金センター」（東京都・大阪府） - 組合員への生命系共済金給付の履行

## 理念・信条
こくみん共済 coop は、以下の理念と信条を掲げた事業運営をおこなっている。
- 理念 - 「みんなでたすけあい、豊かで安心できる社会づくり」
- 信条 - 「組合員の こくみん共済 coop、正直な こくみん共済 coop、努力の こくみん共済 coop」

## 沿革
- 1954年 - 共済事業を行う労働者生協が大阪で設立、火災共済事業を開始。
- 1957年 - 事業を開始していた18都道府県の労働者共済生協が全国労働者共済生活協同組合連合会を結成。当時の略称は「労済連」。
- 1958年 - 消費生活協同組合法上の法人として厚生大臣の認可を取得。
- 1976年 - 全国の事業を統合。略称を「労済連」から「全労済」に変更、現在の組織制度が確立される。
- 1980年代 - 労働組合を中心とした共済事業を地域社会にも拡張するため、「こくみん共済」をはじめとする勤労市民層向け商品を展開。
- 2019年6月 - 主力商品名である「こくみん共済」および「coop（生活協同組合）」を融合させ、団体の愛称を「こくみん共済 coop」とし、新しい組織名称（対外呼称）として広く告知している。これに伴い組織体系も変更され、例えば各都道府県本部（各組合）は地域ブロックで再編され、「統括本部（連合会） - 都道府県推進本部（都道府県組合）」の2段構えとなった。
  - 北海道・東北統括本部 - 北海道、青森、岩手、秋田、宮城、山形、福島、新潟
  - 関東統括本部 - 茨城、栃木、群馬、埼玉、千葉、東京、神奈川、山梨
  - 中部統括本部 - 富山、石川、福井、長野、岐阜、静岡、愛知、三重
  - 関西統括本部 - 滋賀、京都、大阪、奈良、和歌山、兵庫
  - 中四国統括本部 - 鳥取、島根、岡山、広島、山口、香川、徳島、愛媛、高知
  - 九州統括本部 - 福岡、佐賀、大分、長崎、熊本、宮崎、鹿児島、沖縄
  - 上記とは別に、職域組織のうち森林労連共済、たばこ共済、自治労共済及び全水道共済の4組合も単独で推進本部に移行した。

## 主な共済商品

### 生命系共済
- 団体生命共済 - 労働組合等の諸団体（協力団体）に所属している組合員が契約可能。原則1年更新である。主に、死亡保障の基本契約に、災害特約・災害入院特約・病気入院特約・手術特約などで構成されている制度。団体ごとに協定を締結するため、所属している団体によって保障内容は様々である。なお、転職や昇進など多様な理由で現在所属している労働組合を脱退する際は当共済を解約せざるを得ず、同内容での契約を継続できなくなる（他商品への利用制度移行契約となり保障額・掛金額・契約年数が大幅に変更となる）。一部の契約形態を除き生命保険料控除の対象。
- こくみん共済 - 出資金を支払うことで労働組合員以外の一般市民でも契約可能。当時の全労済が1980年代に販売を開始し、最も利用されている共済商品の一つである。一部のタイプを除き1年更新である。「総合保障タイプ」「医療保障タイプ」「こども保障タイプ」「終身医療ベーシックタイプ」「傷害タイプ」等、多様なタイプがある。いわゆる掛け捨て型で満期金特約の付帯はできない。共済ショップ以外でも、コンビニエンスストアやファミリーレストランに備え付けられた申込書の郵送や労働金庫等金融機関窓口の他、WEBからの加入申込みも可能である。一部のタイプを除き生命保険料控除の対象。
- 総合医療共済 - 出資金を支払うことで契約可能。契約期間を主に5年・10年・終身から選択する長期または終身タイプの共済商品である。医療リスクに特化するため死亡保障は低額に抑えられているが、入院・手術・入院前後の通院・先進医療保障などで構成され、三大疾病や介護保障の各特約も付帯できる。満期金特約も付帯可能。生命保険料控除の対象。
- せいめい共済 - 出資金を支払うことで契約可能。契約期間を主に5年・10年・終身から選択する長期または終身タイプの共済商品である。主に死亡保障と後遺障害保障で構成されている。満期金特約も付帯可能。生命保険料控除の対象。
- 交通災害共済 - 出資金を支払うことで契約可能。1年更新である。交通事故に特化した、死亡・後遺障害・入院・通院の保障制度。
- 団体年金共済 - 保険業界でいう個人年金共済だが、労働組合等の諸団体（協力団体）に所属している組合員が契約可能な老後保障制度。なお、団体生命共済とは異なり、転職などで労働組合を脱退しても継続可能。税制適格タイプとして利用した場合、個人年金保険料控除の対象。
- ねんきん共済 - 個人年金共済。出資金を支払うことで契約可能な老後保障制度。現在は募集停止中。税制適格タイプとして利用した場合、個人年金保険料控除の対象。

### 損害系共済
- 住まいる共済 - 1年更新である。複数年契約はできない。
  - 火災共済 - 出資金を支払うことで契約可能。木質・鉄骨・マンションなど建物の構造区分で掛金は異なるが全国均一の掛金料率を採用している。火災だけではなく風水害時の保障も付帯されている。住宅（建物）と家財でそれぞれ契約する。
  - 自然災害共済 - 火災共済の契約者が付帯するかたちで契約可能。火災共済と同様、構造区分ごとに全国均一の掛金料率を採用している。地震時の保障と風水害時の保障を主として、預貯金証書や現金の盗難による保障も付帯されている。住宅（建物）と家財でそれぞれ契約する。地震保険料控除の対象。
- マイカー共済 - 出資金を支払うことで契約可能。1年更新である。複数年契約はできない。いわゆる自動車保険であり、他社の自動車保険とほぼ同様の補償内容である。したがって他社との等級引継ぎによる加入も可能。他社と異なる点として最大22等級までの無事故割引等級がある。
- 自賠責共済 - 他社の自賠責保険と同様、法令によりすべての自動車に加入が義務づけられている賠償責任補償。出資金を支払うことで契約可能。
- 個人賠償責任共済 - 「こくみん共済」や「住まいる共済」等に付帯する形態で契約可能。第三者への損害賠償責任補償。自転車事故による相手への賠償のみならず、第三者の身体や財産等に損害を与えた際の賠償責任補償。

### その他
- 慶弔共済 - 連合会としてではなく、各単位生協が労働組合等の諸団体（協力団体）と直接協定を締結する共済商品。協力団体所属の組合員に慶弔事が生じた際、協力団体が請求することで祝金や見舞金が給付される。総合共済とも言う。契約内容は所属している協力団体ごとに異なる。
- 出資金 - 生活協同組合であることから、何らかの共済商品を利用する場合は、他の各生協と同様、初回のみ単位生協へ「出資金」の支払いが必要となる。なお、組合員（契約者）が死亡したり、解約等で全ての共済商品をまったく利用しなくなった際には、単位生協へ請求することで預り出資金の全額が返戻（へんれい）される。

## 再共済団体
損害保険会社に再保険会社があるように、こくみん共済 coop グループにも再共済団体が存在し、「日本再共済生活協同組合連合会（日本再共済連）」がその業務を行う。日本再共済連は、こくみん共済 coop の再共済業務の他に、こくみん共済 coop 以外の共済団体の再共済も行う。再共済専門団体としては国内唯一である。
主な再共済事業
- 自然災害共済再共済 - 地震や風水害等の自然災害
- 火災共済再共済
- 生命共済再共済
- 自動車共済再共済
- 交通災害共済再共済
- 総合（慶弔）共済再共済

## イメージキャラクター
- 中村雅俊（1982年 - 2008年）
- 山崎直子（1996年）
- 白石美帆（2005年10月 - 2006年）
- 向井理（2011年3月 - 2018年5月）
- 芦田愛菜（2019年）
- ピットくん（2005年[1] - 現在） - 公式キャラクター

## 提供番組
現在は主にローカル番組（関西ローカルが多い。）での提供にとどまり、全国ネットでの番組提供はない。
現在の提供番組
- よ〜いドン（関西テレビ、月曜日のみ）
- おはよう朝日です（朝日放送テレビ、水曜日のみ。2022年7月6日 - ）
- かんさい情報ネットten.（読売テレビ、木曜日のみ）

過去の提供番組
- FNNスーパータイム（フジテレビ系列）
- 今日もいい日に（文化放送制作・NRN33局ネット）
- サザエさん（フジテレビ系列、2019年10月6日 - 2021年9月26日）